# Песни шотландской границы

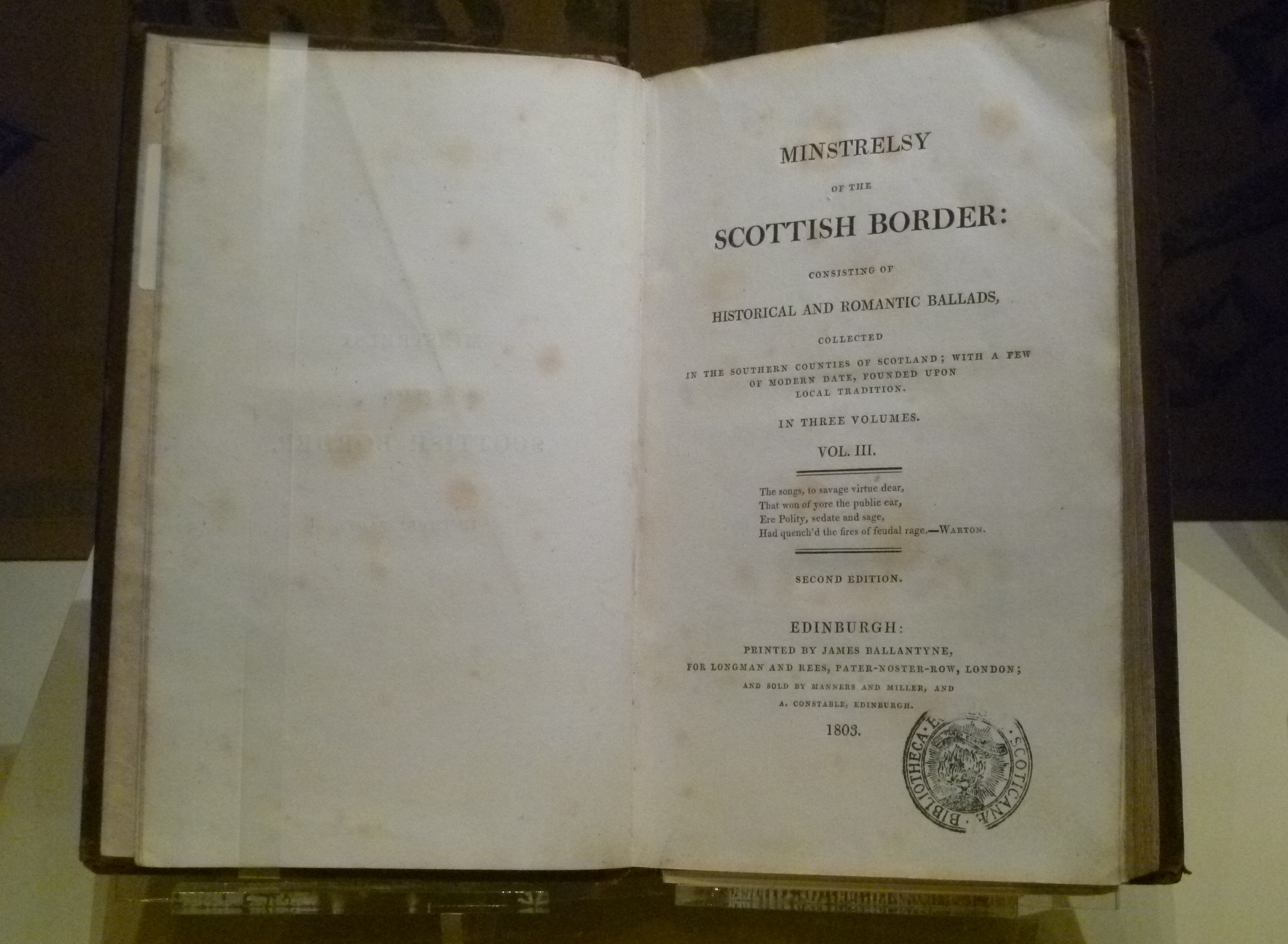
«Песни шотландской границы», Национальный музей Шотландии.

«Пе́сни шотла́ндской грани́цы» (англ. Minstrelsy of the Scottish Border), полное название «Пе́сни шотла́ндской грани́цы, состоя́щие из истори́ческих и романти́ческих балла́д, со́бранных в ю́жных округа́х Шотла́ндии; с не́сколькими совреме́нными, осно́ванными на ме́стной тра́диции» (англ. Minstrelsy of the Scottish Border: Consisting of Historical and Romantic Ballads, Collected in the Southern Counties of Scotland; With a Few of Modern Date, Founded Upon Local Tradition) — сборник шотландских баллад, собранных Вальтером Скоттом. Был издан в трех томах между 1802—1803 годами другом писателя Джеймсом Баллантайном.
Сборник хорошо продавался и был переведен на немецкий, датский и шведский языки. Отзывы критиков были также положительными. Выпуск «Песен» дал старт издательской карьере Баллантайна, который называл это событие «одной из самых больших удач в моей жизни».

## История публикации
Интерес Скотта к народным традициям приграничного района Шотландии (край, лежавший между Англией и Шотландией) существовал с раннего детства, когда бабушка писателя Барбара Скотт пересказывала ему баллады. С 1792 года писатель коллекционировал баллады, собирая их во время поездок к Скоттиш-Бордерс. Ему помогали и другие сборщики баллад, в частности, Джон Лейден.
Полагаясь на своё чутье, писатель не стеснялся «улучшать» баллады — изменять слова, вставлять новые строфы, исправлять рифмы и ритмы, смешивать различные версии, и иногда перекладывая старые легенды на собственные стихи. По словам Скотта, баллада являлась «жидкой формой», на которую каждый интерпретатор накладывал собственную печать. Он, однако, утверждал, что всегда был верен духу оригинала. Автор также опасался оскорбить чувства читателей грубым стихом.
Первоначально он намеревался сконцентрироваться на балладах, описывающих исторические события, но первый том, который был издан 24 февраля 1802, в конечном счете содержал двадцать девять исторических и двадцать четыре романтических баллады, а также несколько имитаций самого Скотта. «Песни шотландской границы» дополнялись и переиздавались в 1806, 1810, 1812, 1833 (после смерти автора), 1902 годах. Финальный вариант включал 96 баллад.

## Баллады
- «A Lyke-Wake Dirge»
- «Три ворона» / The Twa Corbies
- «Томас Лермонт»
- «Лорд Рэндэл»
- «Демон-любовник»
- «Helen of Kirkconnel»
- «Канун святого Джона»